# Ottomar Blüher
Theodor Heinrich Ottomar Blüher (* 22. Dezember 1824 in Geyer; † 10. November 1891 in Freiberg) war ein deutscher Jurist und liberaler Politiker (DFP).

## Leben und Wirken
Der Sohn des Geyer'schen Diakons Friedrich Gustav Blüher (1794–1863) besuchte von 1837 bis 1842 das Gymnasium in Annaberg und anschließend bis 1843 die Thomasschule Leipzig. An der Universität Leipzig studierte er von 1844 bis 1847 Rechtswissenschaften. Eine erste Anstellung fand er als Akzessist bei dem Finanzprokurator Neubert in Dresden. Im Juli 1849 legte er sein juristisches Staatsexamen ab und trat eine Stelle als Aktuar am Stadtgericht der erzgebirgischen Bergstadt Ehrenfriedersdorf an. Bereits im Oktober 1849 zog er nach Freiberg, wo er zunächst bis Februar 1850 am Stadtgericht angestellt war und sich dann als Rechtsanwalt und Notar niederließ.
Blüher war von 1852 bis 1874 Stadtverordneter von Freiberg, davon mindestens 15 Jahre Vorsteher der Stadtverordnetenversammlung. 1875 stieg er in den Stadtrat auf. Von 1875 bis zu seiner Mandatsniederlegung am 5. Juni 1879 aus beruflichen Gründen gehörte er als Vertreter des 6. städtischen Wahlkreises der II. Kammer des Sächsischen Landtags an. Er war weiterhin Mitglied des Bezirksausschusses der Amtshauptmannschaft Freiberg.

## Familie
Blüher war mit Therese Canzler verheiratet. Aus der Ehe gingen mindestens drei Kinder hervor. Die Tochter Jenny (1858–1886) war seit 1879 mit dem Industriellen Kurt Sorge (1855–1928) verheiratet, der nach deren Tod 1888 die ältere Schwester Helene (* 1854) heiratete. Blühers Sohn Bernhard Blüher (1864–1938) war Oberbürgermeister von Dresden.